# Julius Meinl (1824-1914)
Julius Meinl, spesso indicato come Julius Meinl I (Graslitz, 10 aprile 1824 – Vienna, 24 dicembre 1914), è stato un imprenditore austriaco, fondatore della omonima azienda produttrice di caffè, la Julius Meinl AG.

## Biografia
Meinl aveva aperto il suo primo negozio a Vienna nel 1862, dove vendeva caffè torrefatto. Nel 1891 aprì la sua prima torrefazione: sarà il figlio Julius ad ingrandire l'azienda paterna con una catena di filiali in tutta Europa.